# Бузулуков, Сергей Александрович
Бузулуков Сергей Александрович (9 мая 1925, Саратов — 1978, Ленинград) — советский живописец, член Ленинградского Союза художников.

## Биография
Родился 9 мая 1925 года в Саратове. Учился в 1941-1947 в Саратовском художественном училище, в 1947-1953 в ЛИЖСА имени И. Е. Репина. Занимался у Петра Белоусова, Ивана Степашкина, Александра Зайцева. Окончил институт по мастерской Бориса Иогансона с присвоением квалификации художника живописи. Дипломная работа — картина «Выступление В. В. Маяковского на заводе».
Участник Великой Отечественной войны. Сражался на 1-м Белорусском фронте. Младший лейтенант. Был тяжело ранен. В выставках участвовал с 1951 года. Писал портреты, пейзажи, тематические композиции. Среди созданных произведений картины «Пугачёв в Саратове» (1951), «Весна на Волге» (1954), «Портрет художника И. Н. Щеглова» (1956), «В. В. Маяковский», «Смольный - штаб Октября» (обе 1957), «Цементный завод «Большевик», «Отгремят бои» (обе 1960), «К мирному труду» (1961), «Портрет В. В. Маяковского» (1962), «Ленинград. 1941 год» (1964), «Ополченцы», «Цементный завод в Вольске» (1960-е) и другие.
Скончался в 1978 году в Ленинграде.
Произведения С. А. Бузулукова находятся в музеях и частных собраниях в России и за рубежом.